# Teriomima zuluana
Teriomima zuluana is een vlinder uit de familie van de Lycaenidae. De wetenschappelijke naam van de soort is voor het eerst geldig gepubliceerd in 1949 door Van Son.